# ريتشارد إي. كوهن
ريتشارد إي. كوهن (بالإنجليزية: Richard E. Cohen)‏ هو صحفي أمريكي، ولد في 24 فبراير 1948.